# Sonatas (película de 1959)
Sonatas (también conocida como Las aventuras del Marqués de Bradomín) es una película mexicana y española filmada en 1959, producida por Manuel Barbachano Ponce, dirigida por Juan Antonio Bardem y protagonizada por Francisco Rabal, María Félix, Aurora Bautista y Fernando Rey, basada en la novela Sonatas, del escritor Ramón del Valle-Inclán.

## Argumento
A mediados del siglo XIX, el marqués de Bradomín (Francisco Rabal), noble gallego, se ve envuelto, sin querer, en una conspiración política cuando intenta escapar a México con su antiguo amor, Concha (Aurora Bautista), que es ahora la esposa del conde Brandeso. El día de la huida, Bradomín cae en una emboscada tendida por el propio conde, de la que consigue escapar, pero Concha muere en trágicas circunstancias. Este fragmento se basó en la Sonata de otoño (1902), de la novela original.
Bradomín se refugia en México, donde conoce a la bella Niña Chole (María Félix), una mujer acusada de sostener relaciones incestuosas con su padre. Bradomín y Niña Chole se vuelven amantes e intentan huir. Este fragmento se basa en la Sonata de estío (1903) de la novela original.

## Elenco
- Francisco Rabal - Marqués de Bradomín
- María Félix - La Niña Chole
- Aurora Bautista - Concha
- Fernando Rey - Capitán Casares
- Ignacio López Tarso - Jefe de guerrilleros
- Carlos Casaravilla - Conde de Brandeso
- Rafael Bardem - Juan Manuel Montenegro